# 「…謝謝...」
『「…謝謝...」』是日本創作歌手・川嶋愛在2005年8月24日發售的第7張單曲。

## 概要
前作『絕望和希望』的約四個月之後發售的單曲。關於本人的紀錄片電影『最後的話語 dear beloved（最後の言葉 dear beloved）』的主題曲。
正式名稱要加上方括號。

## 收錄曲
- 全作詞・作曲：川嶋あい

### 通常盤
1. 「…謝謝...」
編曲：KOUHEI
電影『最後的話語 dear beloved』主題曲
第1張單曲『天使們的旋律／啟程的早晨』中收錄的「…謝謝...」的重製版
於《24小時電視28 「愛心救地球」》演出，在日本武道館的舞台上演唱這首歌而造成話題。
這首歌在表達川嶋愛對逝世母親的思念[3]。
2. 打上花火
編曲：田邊惠二
3. LOVE & PICHI !
編曲：長澤孝志
4. 「…謝謝...」(instrumental)